# Bompas, Pyrénées-Orientales
Bompas (în catalană Bompas) este o comună în departamentul Pyrénées-Orientales din sudul Franței. În 2009 avea o populație de 7.223 de locuitori.

## Evoluția populației
| An        | 1975  | 1982  | 1990  | 1999  | 2006  | 2009  |
| --------- | ----- | ----- | ----- | ----- | ----- | ----- |
| Populație | 1.951 | 4.670 | 6.323 | 6.944 | 7.125 | 7.223 |